# Petit épagneul de Münster
Pour les articles homonymes, voir Épagneul de Münster.
Le petit épagneul de Münster ou petit münsterländer est une race de chien originaire d'Allemagne. Cet épagneul est le plus petit chien d'arrêt allemand. La robe est marron et blanc.

## Historique
Le petit épagneul de Münster est un chien polyvalent utilisé traditionnellement en Westphalie dès le XVIIIe siècle. Cet épagneul servait à la chasse, à la conduite des bestiaux et comme chien de garde. Au XIXe siècle, des croisements avec des langhaar sont réalisés dans la ville de Münster.
La sélection du petit épagneul de Münster a été distincte de celle du grand épagneul de Münster, bien qu'il partage la même origine géographique et l'utilisation du langhaar comme retrempe.

## Standard

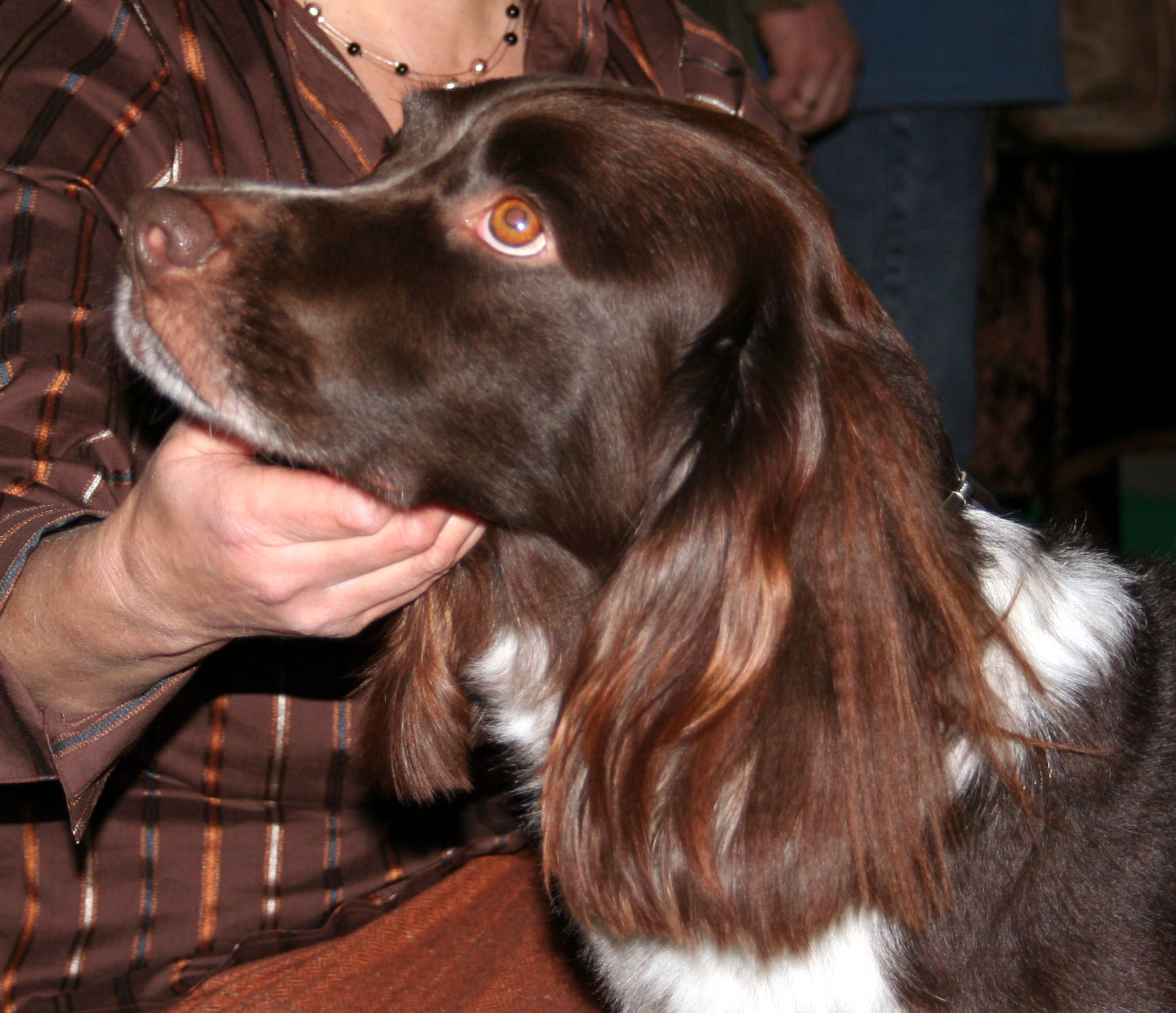
Portrait d'un petit épagneul de Münster lors d'une exposition canine à Poznań.

Le petit épagneul de Münster est un épagneul de taille moyenne à l'aspect puissant, harmonieux, noble et élégant, aux proportions équilibrées. La longueur du corps, mesurée de la pointe du sternum à la pointe de la fesse n'excède pas la hauteur au garrot de plus de 5 cm. La queue, garnie d'une longue frange, est portée à l'horizontale en action et tombante au repos. De grandeur moyenne, les yeux sont ni saillants ni enfoncés dans les orbites, la couleur de l'iris est de préférence marron foncé. Attachées haut, les larges oreilles sont tombantes, bien accolées à la tête. Elles se terminent en pointe et ne dépassent pas la commissure des lèvres. 
Le poil est brillant, lisse à légèrement ondulé et de longueur moyenne. La robe est marron et blanc, rouannée marron avec de larges plages marron, un manteau, des mouchetures. La liste blanche est admise. Des marques feu apparaissent souvent au museau et à l’œil.

## Caractère et comportement
Le standard FCI décrit le petit épagneul de Münster comme un chien intelligent, équilibré, stable. Cette race est attentive et amicale envers l’homme, facile à sociabiliser. Le petit épagneul de Münster peut vivre en appartement à condition de bénéficier de sorties quotidiennes.

## Utilité

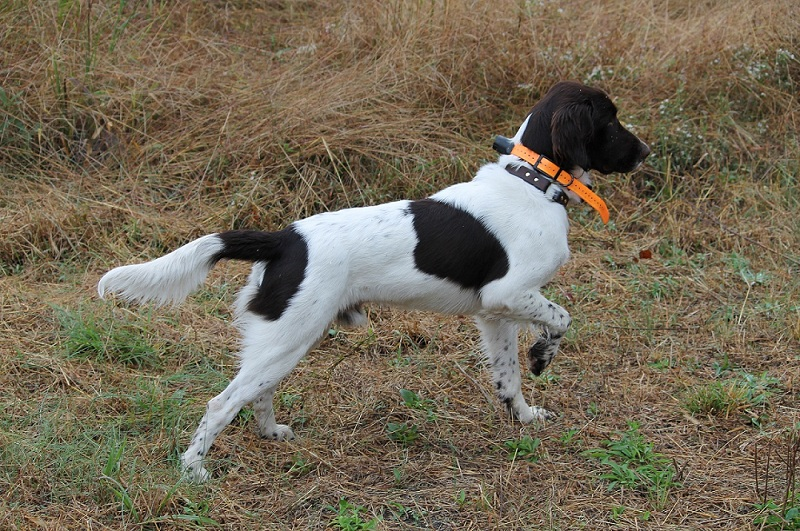
Petit épagneul de Münster à l'arrêt.

Le petit épagneul de Münster est un chien d'arrêt polyvalent, qui entretient naturellement une relation étroite avec son conducteur. Il donne satisfaction sur tous terrains. Excellent retriever, il rapporte en eau profonde. Ce chien est utilisé pour la chasse au lapin, à la bécasse et au canard. Cette race est appréciée des chasseurs citadins pour sa facilité d’adaptation.
C'est également un excellent chien de compagnie.